# Șevcenkivske, Novomîkolaiivka
Șevcenkivske (în ucraineană Шевченківське) este un sat în comuna Zelene din raionul Novomîkolaiivka, regiunea Zaporijjea, Ucraina.

## Demografie
Componența lingvistică a localității Șevcenkivske
     Ucraineană (94,96%)
     Rusă (4,65%)
Conform recensământului din 2001, majoritatea populației localității Șevcenkivske era vorbitoare de ucraineană (94,96%), existând în minoritate și vorbitori de rusă (4,65%).